# Солнечное (Омская область)
Солнечное — село в Русско-Полянском районе Омской области России. Административный центр Солнечного сельского поселения.

## География
Село находится юго-восточной части Омской области, в степной зоне, в пределах Ишимской равнины, к югу от посёлка городского типа Русская Поляна.

### Часовой пояс
Село Солнечное, как и вся Омская область, находится в часовой зоне МСК+3. Смещение применяемого времени относительно UTC составляет +6:00.

## Население
| 2010 |
| ---- |
| 1186 |

Половой состав
По данным Всероссийской переписи населения 2010 года в гендерной структуре населения мужчины составляли 46 %, женщины — соответственно 54 %.
Национальный состав
Согласно результатам переписи 2002 года, в национальной структуре населения русские составляли 64 % из 1362 чел.

## Улицы
Уличная сеть села состоит из девяти улиц и трёх переулков.